# 遠い初恋 (カーペンターズの曲)
「遠い初恋」 (とおいはつこい、Make Believe It's Your First Time) はボブ・モリソンとジョニー・ウィルソンによって作られた歌。
原曲は、ボビー・ヴィントンが歌い、次にカレン・カーペンターがソロバージョンとカーペンターズバージョンとして歌った。
また、デイブ＆シュガーによって、1980年のアルバム「New York Wine＆Tennessee Shine」にも収録された。

## ボビー・ヴィントンバージョン
1979年、シングルとして「I Remember Loving You」に続きリリース。Billboard Hot 100で78位、アダルトコンテンポラリーチャートでは17位を獲得した。
ヴィントンの最後のBillboard Hot 100エントリー曲となり、カントリーミュージックシングルチャートでは、1970年の「二人の青い鳥」に続き、2番目のエントリー曲となった。

## カーペンターズバージョン

### ソロバージョン
1979年から1980年の間に、カレン・カーペンターはニューヨークに赴き、フィル・ラモーンがプロデュースするソロアルバムをレコーディングした。
「遠い初恋」は、そのアルバムに収録された20曲のうちの1つとなった。
しかし、このバージョンのリリースは、最終的に棚上げされ、彼女の名を冠したアルバム、『Karen Carpenter』として1996年にリリースされた。
カレンのソロバージョンでは、伴奏がピアノ、ベース、ドラムのみで、ほかのカーペンターズの曲と比べ控えめとなっている。

### ヴォイス・オブ・ハート
1981年のアルバム『Made in America』に収録するため、再びカレンによって「遠い初恋」がレコーディングされた。
しかし、この曲は前述のソロバージョンと同様、彼女の生前にはリリースされず、よってこのアルバムには含まれなかった。
1983年にカレンが亡くなった後、この歌はカーペンターズの次のアルバムである『ヴォイス・オブ・ザ・ハート』に収録され、シングルとしてリリースされた。
リチャード・カーペンターによるアレンジメントにより、カレンによるソロバージョンよりもはるかに多くの楽器を使用がされ、さらにこのバージョン専用に書かれたブリッジ(Bメロ)、最後のコーラス中のキー変調とバックコーラスが追加されている。

#### 演奏者
- カレン・カーペンター - リードボーカル
- リチャード・カーペンター –  キーボード
- ジョー・オズボーン - バスギター
- ロン・タット - ドラムス

トニー・ペルーソ - エレクトリック・ギター
- ティム・メイ – アコースティック・ギター
- ジェイ・ディー・マネス - ペダル・スチール・ギター
- シェリドン・ストークス - フルート
- アール・ダムラー - オーボエ
- The OK Chorale - バックコーラス

## チャート

### ボビー・ヴィントン
| 国名           | チャート (1979～1980)                  | 最高 順位 |
| -------------- | -------------------------------------- | --------- |
| アメリカ合衆国 | Billboard ホット・カントリー・シングル | 86        |
| アメリカ合衆国 | Billboard アダルトコンテンポラリー     | 17        |
| アメリカ合衆国 | US Billboard Hot 100                   | 78        |
| アメリカ合衆国 | Cashbox                                | 78        |

### カーペンターズバージョン
| 国名           | チャート (1983–84)                       | 最高 順位 |
| -------------- | ---------------------------------------- | --------- |
| カナダ         | RPM アダルトコンテンポラリー             | 2         |
| イギリス       | UK Singles Chart                         | 60        |
| アメリカ合衆国 | Billboard アダルトコンテンポラリー       | 7         |
| アメリカ合衆国 | Billboard Bubbling Under Hot 100 Singles | 101       |